# Darugha
 (mai 2017).
Si vous disposez d'ouvrages ou d'articles de référence ou si vous connaissez des sites web de qualité traitant du thème abordé ici, merci de compléter l'article en donnant les références utiles à sa vérifiabilité et en les liant à la section « Notes et références ».
Un darugha (bachkir : даруга ; Tatar cyrillique : даруга, tatar : даруга, from langues mongoles: daru-, signifiant, presser, sceller, kalmouk : darɣɔ), autres translittérations latines : daruğa ou daroega,  est un type de subdivision administrative d'Asie centrale, sous les khanats turcs et l'Empire mongol. Il désignait également parfois, au sens large, le gouverneur, le gestionnaire, la tête de tous
Il est dirigé par ce que l'on appelle un darughachi (даругачи) en mongole. ou darugabek (даругабек) / daruga-Bek (даруга-бек) Chez les peuples turcs.
C'est aussi devenu un terme administratif militaire russe au XVIIe siècle, probablement sous l'influence des Kalmouks.
Dans l'Empire moghol en Asie du Sud, le darugha était le titre de l'officier de police de district. Ce titre a été conservé jusqu'au XXe siècle, pendant le Raj britannique.